# Alviano
Alviano település Olaszországban, Terni megyében. Lakosainak száma 1365 fő (2023. január 1.). Alviano Amelia, Civitella d'Agliano, Guardea, Lugnano in Teverina és Graffignano községekkel határos.

## Népesség
A település népességének változása:
| Lakosok száma | 1466 | 1451 | 1365 |
|               | 2017 | 2018 | 2023 |